# Skarhult slott
Skarhults slott (før 1658 dansk: Skarholt slot) er et slot i Skarhults socken i Eslövs kommun, Skåne.
Slottet ligger i landsbyen Skarhult i det tidligere Froste Herred, ved Bråån ca. 15 km nordøst for Lund. Borgen blev bygget med tanke på eventuelle fjender.
Herregården i Skarholt var i middelalderen ejet af slægten Rosensparre, som også kaldte sig Skarholt. Johannes Nielsen af Skarholt nævnes allerede 1353. I 1560'erne byggede Steen Jensen Rosensparre til Skarholt et slot her. Da slægten uddøde på mandlig side (der er en nulevende ikke-adelig Rosensparre familie) i 1624 med Oluf Rosensparre til Skarholt, kom Skarholt til slægten Rud og senere til Niels Trolle på Trolleholm (nu Holsteinborg). Dennes søn Corfitz Trolle solgte i 1661 Skarhult til greve Pontus Fredrik De la Gardie, hvis enke ejede godset til 1724. Det overgik da til hendes datters dattersøn, den da toårige greve Erik Brahe, som i 1756 blev halshugget. Hans søn, greve Magnus Fredrik Brahe, solgte i 1826 Skarhult til Kong Karl XIV Johan. Hans søn, Kong Oscar I solgte Skarhult til friherre Jules von Schwerin. En efterkommer, Carl Johan Frees von Schwerin, ejer i dag slottet.
Skarhult er åbent for besøgende i sommersæsonen.